# Strongylopus fuelleborni
Strongylopus fuelleborni (tên tiếng Anh: Fuelleborn's Stream Frog) là một loài ếch trong họ Ranidae.
Nó được tìm thấy ở Malawi, Tanzania, Zambia, và có thể cả Kenya.
Các môi trường sống tự nhiên của chúng là đồng cỏ ở cao nhiệt đới hoặc cận nhiệt đới, sông, đầm nước, và vùng đồng cỏ. Loài này đang bị đe dọa do mất môi trường sống.